# Mustii
Mustii, artistnamn för Thomas Michel Mustin, född 21 november 1990 i Bryssel, är en belgisk sångare som representerade Belgien i Eurovision Song Contest 2024 med låten "Before the Party's Over". Han har även varit domare i den belgiska upplagan av Drag Race.